# Elżbieta Chŏng Chŏng-hye
Elżbieta Chŏng Chŏng-hye (ko. 정정혜 엘리사벳) (ur. 1797 w Majae, Korea, zm. 29 grudnia 1839 w Seulu) – koreańska męczennica, święta Kościoła katolickiego.

## Życiorys
Jej rodzicami byli Augustyn Chŏng Yak-jong i Cecylia Yu So-sa. W 1801 roku jej ojciec został męczennikiem za wiarę. Uwięziono wtedy również Elżbietę Chŏng Chŏng-hye (chociaż miała dopiero ok. 5 lat), jej matkę i dwóch braci. Władze skonfiskowały ich własność, po czym uwolniono wdowę wraz z dziećmi. Rodzina zamieszkała u swoich niechrześcijańskich krewnych. Niestety, nie byli przez nich dobrze traktowani i musieli nieraz znosić zimno i głód. W późniejszym czasie Elżbieta Chŏng Chŏng-hye zaczęła zarabiać szyciem i przędzeniem. W młodości złożyła ślub czystości. Jej starszy brat Paweł Chŏng Ha-sang pomagał katolickim misjonarzom, a nawet przez pewien czas uczył się w seminarium duchownym. W domu rodziny przez pewien czas przebywał biskup Imbert oraz inni misjonarze.
Podczas prześladowań katolików w Korei Elżbieta Chŏng Chŏng-hye została aresztowana 19 lipca 1839 roku razem z matką i bratem Pawłem Chŏng Ha-sang. Ponieważ nie chciała wyrzec się wiary poddano ją torturom. 29 grudnia 1839 roku została ścięta w Seulu w miejscu straceń za Małą Zachodnią Bramą razem z 6 innymi katolikami (Magdaleną Han Yŏng-i, Piotrem Ch’oe Ch’ang-hŭb, Benedyktą Hyŏng Kyŏng-nyŏn, Barbarą Cho Chŭng-i, Barbarą Ko Sun-i i Magdaleną Yi Yŏng-dŏk).

## Proces beatyfikacyjny i kanonizacyjny
Beatyfikowana 5 lipca 1925 roku przez Piusa XI, kanonizowana 6 maja 1984 roku przez Jana Pawła II w grupie 103 męczenników koreańskich.

## Dzień obchodów
Wspomnienie liturgiczne obchodzone jest w dies natalis, oraz 20 września (w grupie 103 męczenników koreańskich).